# Deutsche Ortswappen
Die Deutschen Ortswappen waren Sammelbilder mit Wappen von Städten, Gemeinden und Gebietskörperschaften des Deutschen Reiches, die von Otto Hupp gezeichnet und durch die Firma Kaffee HAG zwischen 1914 und ca. 1939 als Teil der Kaffee-Hag-Alben vertrieben wurden.

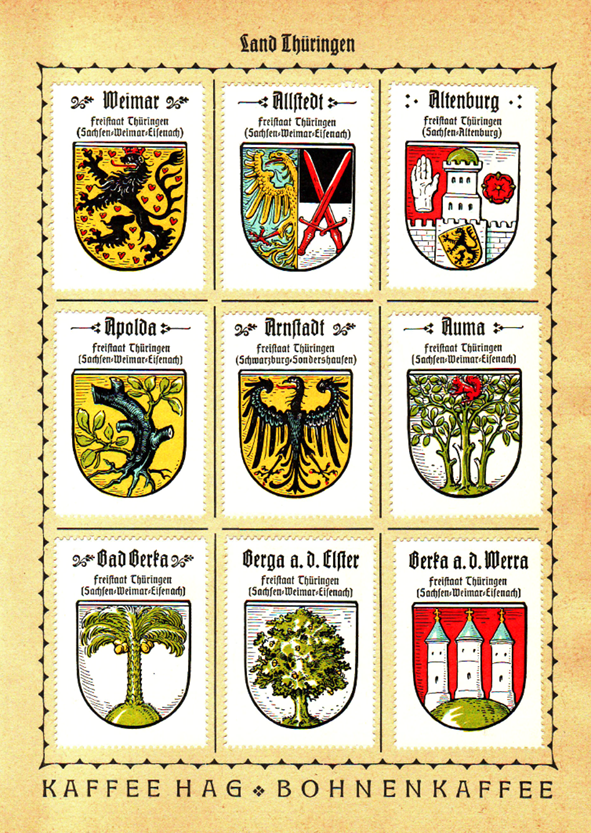
Wappensammelblatt aus: Deutsche Ortswappen Neue Reihe Heft 2, Hrsg.: Kaffee HAG

## Entstehung und Verbreitung
Hupp hatte seit 1894 zunächst in Buchform (mit dem Titel Wappen und Siegel der deutschen Städte) zahlreiche Ortswappen publiziert; die ersten sechs der geplanten zehn Hefte erschienen bis 1912, ein siebtes (Rheinpfalz) 1928. Im Rahmen dieser unvollendeten Publikation hatte er bereits viele der später als Sammelbilder publizierten Wappen gezeichnet.
Die Sammelbilder selbst erschienen in zwei Reihen zwischen 1914 und 1939. Es handelt sich um eine der erfolgreichsten Sammelbilder-Reihen ihrer Zeit, sowohl nach der Zahl der unterschiedlichen Motive (rund 3000) als auch nach der Zahl der gedruckten Bilder. Die genaue Zahl der Wappen und der Exemplare wird unterschiedlich angegeben; Schätzungen zur Gesamtauflage liegen zwischen 68 und 150 Millionen Exemplaren. Auch die Angaben zur Laufzeit der Serien schwanken.
Nach 1945 sind viele der Wappen im Rahmen des von Klemens Stadler herausgegebenen Sammelwerks "Deutsche Wappen" neu erschienen.
Die weite Verbreitung der Sammelbilder trug maßgeblich dazu bei, dass Hupps heraldischer Stil sich in Deutschland langfristig etablierte.

## Aussehen
Die Sammelbilder wurden im Weltformat V gedruckt; auf der Vorderseite zeigen sie ein farbiges Wappen, darüber den Ortsnamen (mit Angabe von Land und Kreis); auf der Rückseite sind knappe Angaben zur jeweiligen Gemeinde, eine Blasonierung des Wappens und der Name des Werbetreibenden zu sehen. In der ersten Serie sind Hupps Initialen auf der Vorderseite gedruckt. Die Bilder wurden in Bögen von je 32 (erste Serie) bzw. 18 (zweite Serie) Wappen gedruckt, wobei alle Wappen eines Bogens aus einem Kreis (Bezirk) stammten. Die Wappen sind innerhalb der Hefte nummeriert, allerdings ist die Reihenfolge teilweise durcheinander.

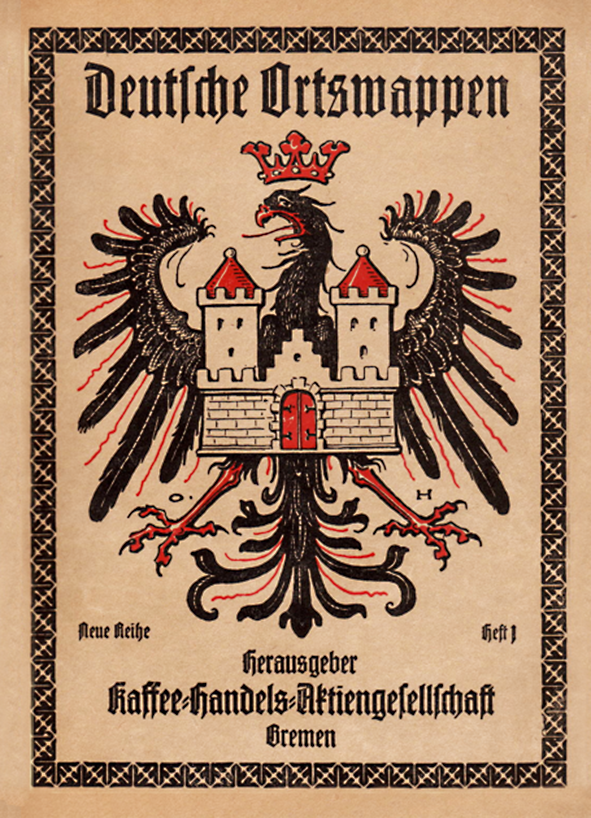
Titel des ersten Heftes der "Neuen Reihe"

Die einzelnen Bilder wurden in Sammelalben eingeklebt, die ebenfalls von Kaffee HAG bezogen werden konnten, und zwar entweder vier große Alben oder zehn Hefte. Jede Seite bot Platz für neun Wappen.
Neben den (kleinen) Sammelbildern selbst gab es ganzseitige Darstellungen der Wappen einzelner Provinzen und Kreise sowie einige Texte, die ebenfalls von Hupp stammten und Teil der Sammelalben waren.

## Erste und zweite Serie, Gliederung, Auflagen
Von 1914 bis ca. 1918 erschien die erste Serie der Deutschen Ortswappen als Sammelbilder. Der Schwerpunkt lag auf dem Königreich Preußen und Bayern. Die zweite Reihe, die von 1926 bis ca. 1939 erschien, enthielt weitere Wappen aus dem gesamten Reichsgebiet; teilweise zeichnete Hupp auch Wappen neu. Erst die zweite Reihe trug den Titel Deutsche Ortswappen (mit dem Zusatz Neue Reihe) auf den entsprechenden Sammelalben. Beide Reihen sind in Bücher und Hefte gegliedert, wobei einzelne Hefte in mehreren Auflagen erschienen. Die Gliederung folgt den Ländern des Reichs (z. B. Königreich Preußen), innerhalb dieser sind die Hefte nach der jeweiligen Verwaltungsgliederung geordnet (z. B. haben die Provinz Ostpreußen oder der Kreis Oberfranken je ein eigenes Heft).
Da sich die Verfassung, die föderale Gliederung und/oder die Zugehörigkeit zum Reich für viele deutsche Staaten zwischen 1913 und 1938 mindestens einmal änderte, muss man jeweils genau darauf achten, wann bestimmte Wappen erschienen, um zu wissen, innerhalb welcher Unterreihe sie erschienen. Einige Wappen wurden zweimal publiziert, weil die Darstellung fehlerhaft war oder das Wappen geändert worden war. Für Coburg z. B. erschien eine Sammelmarke mit dem alten und eine mit dem neuen (von 1934 bis 1945 geführten) Stadtwappen.

## Parallele Serien
Auch andere Firmen, insbesondere Zigarettenhersteller, brachten Anfang des 20. Jahrhunderts Sammelbilder mit heraldischen Motiven auf den Markt, die aber meist nur eine deutlich kleinere Zahl von Motiven zeigten. Kaffee HAG publizierte neben den Deutschen Ortswappen auch Reihen mit ausländischen Wappen, die teilweise ebenfalls sehr umfangreich waren. Die Reihe mit den niederländischen Wappen z. B. umfasst über 1800 unterschiedliche Motive.